# Pablo Lombi
Pablo Enrique Lombi (n. 1969) es un exjugador y entrenador de hockey sobre césped argentino. 
Como jugador integró el seleccionado argentino actuando en dos Juegos Olímpicos consecutivos (1992 y 1996) Ganó dos medallas de oro (1991 y 1995) en los Juegos Panamericanos. 
En Argentina jugó para el Club Ciudad de Buenos Aires  (Muni), obteniendo el título de campeón metropolitano en 1991, 1992, 1993, 1995, 1997 y 1999.
Como entrenador dirigió al seleccionado juvenil masculino, Los Coyotes, que en 2005 salió campeón mundial en los Países Bajos. En marzo de 2009 sucedió a Carlos Retegui al frente del seleccionado masculino de hockey sobre césped de Argentina.

## Relaciones familiares
Jorge Lombi, otro destacado jugador de hockey sobre césped, es su hermano.